# トマス・サウスウェル (第2代サウスウェル男爵)
第2代サウスウェル男爵トマス・サウスウェル（英語: Thomas Southwell, 2nd Baron Southwell PC (Ire) FRS、1698年1月7日 – 1766年11月19日/11月20日）は、アイルランド王国の政治家、貴族。

## 生涯
初代サウスウェル男爵トマス・サウスウェルとメリオーラ・コニングスビー（Meliora Coningsby、1736年2月没、初代コニングスビー伯爵トマス・コニングスビーの娘）の長男として、1698年1月7日に生まれた。
1717年から1721年までリムリック・カウンティ選挙区の代表としてアイルランド庶民院議員を務めた。1720年8月4日に父が死去すると、サウスウェル男爵の爵位を継承、1721年9月23日にアイルランド貴族院議員に就任した。
1726年にジョージ1世よりアイルランド枢密院の枢密顧問官に任命され、翌年にジョージ2世が即位したときも再任した。
1735年3月13日、王立協会フェローに選出された。
1743年、アイルランド・グランドロッジのグランドマスターを務めた。
1766年11月19日/20日にチャリング・クロスで死去、息子トマス・ジョージが爵位を継承した。